# 菩提寺パーキングエリア
菩提寺パーキングエリア（ぼだいじパーキングエリア）は、滋賀県湖南市の名神高速道路上にあるパーキングエリアである。
2014年（平成26年）12月24日午前7時に「モテナス」としてリニューアルオープンした。

## 道路
- E1 名神高速道路

## 施設

### 上り線（名古屋・福井方面）
- 駐車場
  - 大型 41台
  - 小型 117台
  - 二輪 4台
  - トレーラー 3台
- トイレ
  - 男性 大8（和式2・洋式6）・小24
  - 女性 27（和式5・洋式22）
  - 男児用小便器1
  - 車椅子用 1
- スナック（7:00-20:00）
- ショッピング（7:00-20:00）
- 携帯電話充電器（7:00-20:00）
- 自動販売機
- 電気自動車用急速充電器（24時間）：要事前登録

### 下り線（大阪・神戸方面）
- 駐車場
  - 大型 50台
  - 小型 49台
- トイレ
  - 男性 大9（和式1・洋式8）・小13
  - 女性 24（和式2・洋式22）
  - 男児用小便器　1
  - 車椅子用 1
- スナック（7:00-20:00）
- ショッピング（7:00-20:00）
- 携帯電話充電器（7:00-20:00）
- 自動販売機
- ドッグラン（8:00-18:00）

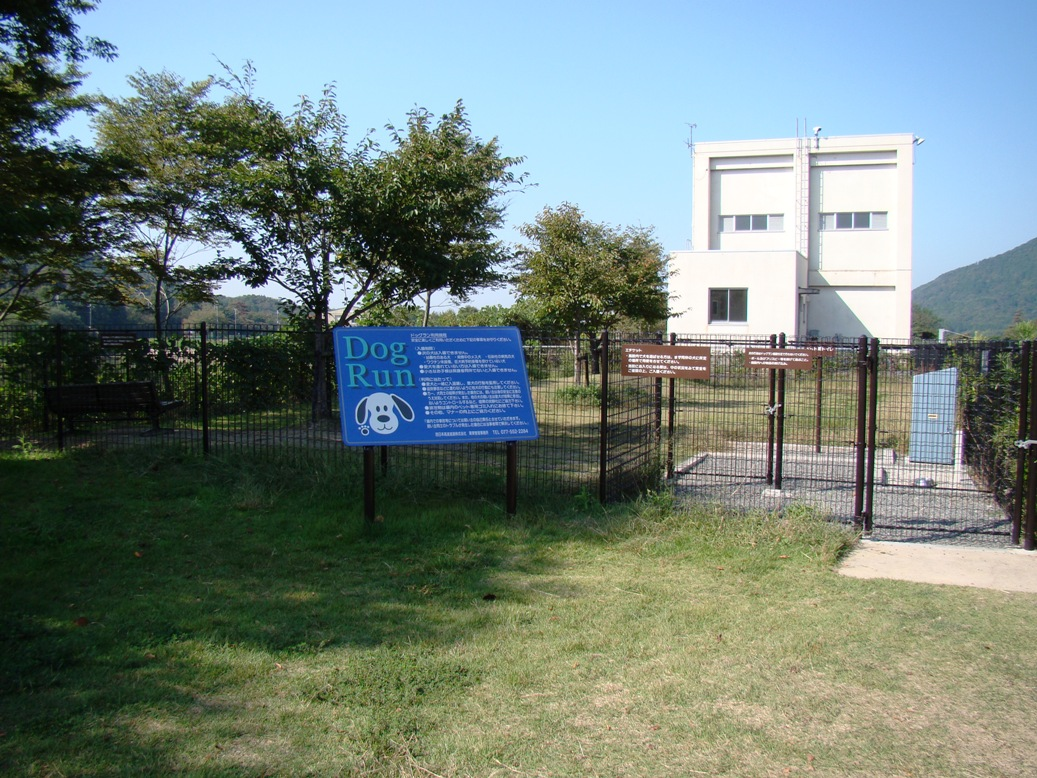
ドッグラン(2008/10)

- 電気自動車用急速充電器（24時間）：要事前登録
- ウェルカムゲート（駐車場 小型 2台、24時間）[2]

## 菩提寺バスストップ
菩提寺バスストップ（ぼだいじバスストップ）は、滋賀県湖南市の名神高速道路菩提寺パーキングエリアに併設されている高速バス用バス停留所である。

### バス路線
- 名神ハイウェイバス（名古屋駅 - 京都駅間の特急便）

高速バス利用者のために外部から当パーキングエリアへの出入り口があり、当パーキングエリアの周辺はハイウェイサイドタウンという住宅街となっている。そこには一般路線バスの停留所（ハイウェイサイドタウン停留所）もあり、当バス停留所及び当パーキングエリアへのアクセスが徒歩7～8分程度で可能である。なお、ハイウェイサイドタウン停留所にはJR西日本草津線石部駅または甲西駅発着の湖南市コミュニティバスの便が、JR西日本琵琶湖線野洲駅発着の滋賀交通バスの便がそれぞれ停車する。

## 隣
E1 名神高速道路
(29-1) 蒲生スマートIC - (29-2) 竜王IC - 菩提寺PA - (29-3) 栗東湖南IC - (30) 栗東IC

## 名称の由来
所在地である湖南市の大字名「菩提寺」に由来する。域内の菩提寺山にはかつて聖武天皇の発願による円満山少菩提寺という寺院があり、地名の由来となった。少菩提寺の最盛期には七社三十七坊を数えたが、1570年（元亀元年）織田信長に敗れた六角氏の兵火により全山が焼亡した。